# Lynn Redgrave
Lynn Rachel Redgrave (Londra, 8 marzo 1943 – New York, 2 maggio 2010) è stata un'attrice britannica.

## Biografia
Figlia di Sir Michael Redgrave e di Rachel Kempson, era sorella della attrice Vanessa Redgrave e dell'attore Corin Redgrave, dai quali si distinse nettamente sia per la figura che per il temperamento. Era perciò anche zia degli attori Carlo Gabriel Nero, Natasha Richardson (morta nel 2009 per un'emorragia cerebrale causata da una caduta dagli sci), Joely Richardson e Jemma Redgrave. Studiò recitazione alla Central School of Speech and Drama e interpretò Elena in Sogno di una notte di mezza estate, rappresentato dal Royal Court Theatre.
Dopo aver interpretato alcuni ruoli minori, tra cui la parte di una serva in Tom Jones (1963) di Tony Richardson, raggiunse il successo internazionale nel 1966 con il personaggio della ragazza londinese maldestra e bruttina, ma piena di gioia di vivere, protagonista del film Georgy, svegliati di Silvio Narizzano, per il quale ottenne una candidatura all'Oscar alla miglior attrice (nella stessa occasione era candidata anche la sorella Vanessa) e un Golden Globe per la migliore attrice in un film commedia o musicale. Un ruolo piuttosto simile le venne affidato anche nel 1967 nella commedia Ci divertiamo da matti di Desmond Davis, ove recitò accanto a Rita Tushingham, già sua partner in La ragazza dagli occhi verdi (1964) di Desmond Davis. Sempre nel 1967 interpretò il ruolo di Virgin in Chiamata per il morto di Sidney Lumet, che successivamente le affiderà il ruolo drammatico dell'ex spogliarellista Myrtle in La poiana vola sul tetto (1970).
Trasferitasi negli Stati Uniti nel 1966, ottenne un grande successo a Broadway nella pièce Black Comedy (1967), e lavorò per un certo periodo anche per gli schermi americani, apparendo nella commedia Tutto quello che avreste voluto sapere sul sesso* *ma non avete mai osato chiedere (1972) di Woody Allen e nel drammatico The Happy Hooker (1975) di Nicholas Sgarro, ricostruzione cinematografica della vita della prostituta olandese Xaviera Hollander.
Nell'ultima parte della sua carriera lavorò molto anche per la televisione, recitando - fra le altre - nella sitcom americana Visite a domicilio (1979-1981), mentre sul grande schermo apparve ancora in alcune pellicole di successo come Shine (1996) di Scott Hicks e Demoni e dei (1998) di Bill Condon, per il quale ottenne una candidatura all'Oscar alla miglior attrice non protagonista e fu premiata con un Golden Globe per la migliore attrice non protagonista.
Commediante di razza, fece parte di compagnie importanti come il National Theatre, dove entrò nel 1963, la English Stage Company e l'Old Vic, affrontando con successo un repertorio assai vario, da Shakespeare a Brecht: la si ricorda, fra l'altro, come Kattrin in Madre Coraggio e i suoi figli.
Morì nel 2010 all'età di 67 anni per carcinoma mammario, circa un mese dopo la morte del fratello Corin.

## Vita privata
Il 2 aprile 1967 sposò l'attore e regista John Clark, con il quale ebbe tre figli: Benjamin (1968), Pema (in origine Kelly) (1970) e Annabel Lucy (1981). Il matrimonio finì nel 2000, dopo che Clark le rivelò di aver avuto un figlio dalla sua assistente personale.

## Filmografia

### Cinema
- Shoot to Kill, regia di Michael Winner (1960)
- Tom Jones, regia di Tony Richardson (1963)
- La ragazza dagli occhi verdi (Girl with Green Eyes), regia di Desmond Davis (1964)
- Georgy, svegliati (Georgy Girl), regia di Silvio Narizzano (1966)
- Chiamata per il morto (The Deadly Affair), regia di Sidney Lumet (1966)
- Ci divertiamo da matti (Smashing Time), regia di Desmond Davis (1967)
- The Virgin Soldiers, regia di John Dexter (1969)
- La poiana vola sul tetto (Last of the Mobile Hot Shots), regia di Sidney Lumet (1970)
- Viva la muerte... tua! (¡Viva la muerte... tua!), regia di Duccio Tessari (1971)
- Mafiosi di mezza tacca e una governante dritta (Every Little Crook and Nanny), regia di Cy Howard (1972)
- Tutto quello che avreste voluto sapere sul sesso* *ma non avete mai osato chiedere (Everything You Always Wanted to Know About Sex* *but Were Afraid to Ask), regia di Woody Allen (1972)
- The National Health, regia di Jack Gold (1973)
- The Happy Hooker, regia di Nicholas Sgarro (1975)
- Il fantabus (The Big Bus), regia di James Frawley (1976)
- I seduttori della domenica (Les séducteurs), regia di Bryan Forbes (1980)
- Genitori che casino! (Morgan Stewart's Coming Home), regia di Paul Aaron e Terry Winsor (1987)
- Senza nessun timore (Getting It Right), regia di Randal Kleiser (1989)
- Non aspettate mezzanotte (Midnight), regia di Norman Thaddeus Vane (1989)
- Shine, regia di Scott Hicks (1996)
- Demoni e dei (Gods and Monsters), regia di Bill Condon (1998)
- College femminile (Strike!), regia di Sarah Kernochan (1998)
- Touched, regia di Mort Ransen (1999)
- The Annihilation of Fish, regia di Charles Burnett (1999)
- The Simian Line, regia di Linda Yellen (2000)
- Sai che c'è di nuovo? (The Next Best Thing), regia di John Schlesinger (2000)
- Deeply, regia di Sheri Elwood (2000)
- How to Kill Your Neighbor's Dog, regia di Michael Kalesniko (2000)
- Congiunzione d'amore (Venus and Mars), regia di Harry Mastrogeorge (2001)
- My Kingdom, regia di Don Boyd (2001)
- Spider, regia di David Cronenberg (2002)
- Insieme per caso (Unconditional Love), regia di P.J. Hogan (2002)
- Hansel & Gretel, regia di Gary J. Tunnicliffe (2002)
- Anita and Me, regia di Metin Hüseyin (2002)
- Charlie's War, regia di David Abbott (2003)
- Peter Pan, regia di P.J. Hogan (2003)
- Kinsey, regia di Bill Condon (2004)
- La contessa bianca (The White Countess), regia di James Ivory (2005)
- Il club di Jane Austen (The Jane Austen Book Club), regia di Robin Swicord (2007)
- I Love Shopping (Confessions of a Shopaholic), regia di P.J. Hogan (2009)

### Televisione
- Armchair Theatre – serie TV, 4 episodi (1963-1967)
- Sunday Out of Season, regia di John Nelson-Burton – film TV (1965)
- Comedy Playhouse – serie TV, 1 episodio (1966)
- Love Story – serie TV, 2 episodi (1966-1968)
- Stasera Jerry Lewis (The Jerry Lewis Show) – serie TV, 1 episodio (1967)
- A Touch of Venus – serie TV (1968)
- BBC Play of the Month – serie TV, 2 episodi (1971-1973)
- The ABC Comedy Hour – serie TV, 1 episodio (1972)
- The Shape of Things, regia di Lee Grant e Carolyn Raskin – film TV (1973)
- Vienna 1900, regia di Herbert Wise – miniserie TV (1974)
- Giro di vite (The Turn of the Screw), regia di Dan Curtis – film TV (1974)
- Daft As a Brush, regia di Stephen Frears (1975)
- Kojak – serie TV, episodio 4x07 (1976)
- Disco Beaver from Outer Space, regia di Joshua White – film TV (1978)
- Colorado (Centennial), regia di Virgil W. Vogel, Paul Krasny, Harry Falk e Bernard McEveety – miniserie TV (1978)
- Una tenera primavera (Sooner or Later), regia di Bruce Hart – film TV (1979)
- Mendicante ladro (Beggarman, Thief), regia di Lawrence Doheny – miniserie TV (1979)
- Visite a domicilio (House Calls) – serie TV, 41 episodi (1979-1981)
- Il sogno di Tahiti (Gauguin the Savage), regia di Fielder Cook – film TV (1980)
- L'amore di Miss Leona (The Seduction of Miss Leona), regia di Joseph Hardy – film TV (1980)
- Linda in Wonderland, regia di Dwight Hemion – film TV (1980)
- Steve Martin's Best Show Ever, regia di Dave Wilson e Eric Idle – film TV (1981)
- Musical Comedy Tonight II, regia di Tony Charmoli – film TV (1981)
- Tre atti per un omicidio (Rehearsal for Murder), regia di David Greene – film TV (1982)
- CBS Afternoon Playhouse – serie TV, 1 episodio (1982)
- Love Boat – serie TV, 1 episodio (1982)
- Cari professori (Teachers Only) – serie TV, 21 episodi (1982-1983)
- Fantasilandia (Fantasy Island) – serie TV, 2 episodi (1982-1984)
- Antonio e Cleopatra (Antony and Cleopatra), regia di Lawrence Carra – film TV (1983)
- Hotel – serie TV, 2 episodi (1983-1986)
- The Fainthearted Feminist – serie TV, 1 episodio (1984)
- La signora in giallo (Murder, She Wrote) – serie TV, episodio 1x04 (1984)
- Il seme del male (The Bad Seed), regia di Paul Wendkos – film TV (1985)
- I miei due amori (My Two Loves), regia di Noel Black – film TV (1986)
- Walking on Air, regia di Ed Kaplan – film TV (1986)
- Screenplay – serie TV, 1 episodio (1988)
- Great Performances – serie TV, 1 episodio (1988)
- Jackie e Mike (Chicken Soup) – serie TV, 12 episodi (1989)
- Screen Two – serie TV, 1 episodio (1989)
- Silent Mouse, regia di Robin Crichton – film TV (1990)
- Il processo del sesso (Jury Duty: The Comedy), regia di Michael Schultz – film TV (1990)
- Che fine ha fatto Baby Jane? (What Ever Happened to Baby Jane?), regia di David Greene – film TV (1991)
- Verità violate (Calling the Shots), regia di Ross Devenish – miniserie TV (1994)
- Anche i dentisti vanno in paradiso (Toothless), regia di Melanie Mayron – film TV (1997)
- Indefensible: The Truth About Edward Brannigan, regia di Brian Dennehy – film TV (1997)
- White Lies, regia di Kari Skogland – film TV (1998)
- Rude Awakening – serie TV, 55 episodi (1998-2001)
- Different - Un grande sogno nel cassetto (Different), regia di Paul Wendkos – film TV (1999)
- A Natale tutto è possibile (A Season for Miracles), regia di Michael Pressman – film TV (1999)
- La tata (The Nanny) – serie TV, 1 episodio (1999)
- La guerra di Varian (Varian's War), regia di Lionel Chetwynd – film TV (2001)
- My Sister's Keeper, regia di Ron Lagomarsino – film TV (2002)
- Desperate Housewives – serie TV, 1 episodio (2007)
- Nurses, regia di P.J. Hogan – film TV (2007)
- Law & Order: Criminal Intent – serie TV, 1 episodio (2009)
- Ugly Betty – serie TV, 1 episodio (2009)

### Doppiaggio
- Lion of Oz, regia di Tim Deacon (2000)
- La famiglia della giungla (The Wild Thornberrys Movie), regia di Cathy Malkasian e Jeff McGrath (2002)
- La famiglia della giungla – serie TV, 2 episodi (2003)
- Me, Eloise – serie TV, 5 episodi (2006-2007)
- My Dog Tulip, regia di Paul Fierlinger e Sandra Fierlinger (2009)

## Teatro (parziale)
- Sogno di una notte di mezza estate di William Shakespeare. Royal Court Theatre di Londra (1962)
- Zio Vanja di Anton Čechov. Old Vic di Londra (1963)
- Santa Giovanna di George Bernard Shaw. Old Vic di Londra (1963)
- Molto rumore per nulla di William Shakespeare. Old Vic di Londra (1965)
- Black Comedy di Peter Shaffer. National Theatre di Londra 1967)
- La professione della signora Warren di George Bernard Shaw. Lincoln Center di Broadway (1976)
- Lettere d'amore di A. R. Gurney. Promenade Theatre di New York (1988)
- Il giardino dei ciliegi di Anton Čechov. La Jolla Playhouse di La Jolla (1990)
- Tre sorelle di Anton Čechov. Queen's Theatre di Londra (1990)
- Il costruttore Solness di Henrik Ibsen. Belasco Theatre di Broadway (1992)
- Rumori fuori scena di Michael Frayn. Piccadilly Theatre di Londra (2001)
- Company, libretto di George Furth, colonna sonora di Stephen Sondheim. Kennedy Center di Washington (2002)
- Signore e signori di Alan Bennett. Minetta Theatre dell'Off-Broadway (2003)
- L'importanza di chiamarsi Ernesto di Oscar Wilde. Tour statunitense (2006)
- L'importanza di chiamarsi Ernesto di Oscar Wilde. Paper Mill Playhouse di Milburn (2009)

## Riconoscimenti
- Premio Oscar
  - 1967 – Candidatura per la miglior attrice per Georgy, svegliati
  - 1999 – Candidatura per la miglior attrice non protagonista per Demoni e dei
- Golden Globe
  - 1967 – Migliore attrice in un film commedia o musicale per Georgy, svegliati
  - 1967 – Candidatura per la migliore attrice debuttante per Georgy, svegliati
  - 1981 – Candidatura per la miglior attrice in una serie commedia o musicale per Visite a domicilio
  - 1999 – Migliore attrice non protagonista per Demoni e dei
- BAFTA
  - 1965 – Candidatura per il migliore attore o attrice debuttante per La ragazza dagli occhi verdi
  - 1967 – Candidatura per la migliore attrice britannica per Georgy, svegliati
  - 1997 – Candidatura per la miglior attrice non protagonista per Shine
  - 1999 – Candidatura per la miglior attrice non protagonista per Demoni e dei
- Grammy Award
  - 2007 – Candidatura per il miglior album parlato per bambini per The Witches
- Tony Award
  - 1976 – Candidatura per la miglior attrice protagonista in un'opera teatrale per La professione della signora Warren
  - 1993 – Candidatura per la miglior attrice protagonista in un'opera teatrale per Shakespeare For My Father
  - 2006 – Candidatura per la miglior attrice protagonista in un'opera teatrale per The Constant Wife
- Satellite Award
  - 1999 – Candidatura per la miglior attrice non protagonista in un film drammatico per Demoni e dei
- Screen Actors Guild Award
  - 1997 – Candidatura per il miglior cast cinematografico per Shine
  - 1999 – Candidatura per la migliore attrice non protagonista cinematografica per Demoni e dei

## Doppiatrici italiane
Nelle versioni in italiano dei suoi film, Lynn Redgrave è stata doppiata da:
- Rita Savagnone in Georgy, svegliati, Chiamata per il morto, Ci divertiamo da matti, Insieme per caso, Rude Awakening, Desperate Housewives, Il club di Jane Austen
- Melina Martello in Viva la muerte... tua!, Tutto quello che avreste voluto sapere sul sesso* *ma non avete mai osato chiedere, Sai che c'è di nuovo?
- Maria Pia Di Meo in Varian Fry - Un eroe dimenticato, Hansel & Gretel, Kinsey
- Aurora Cancian in La tata, Shine, La contessa bianca
- Flaminia Jandolo in La ragazza dagli occhi verdi
- Fiorella Betti in Mafiosi di mezza tacca e una governante dritta
- Franca De Stradis in Colorado
- Vittoria Febbi in Visite a domicilio
- Alba Cardilli in La signora in giallo
- Paila Pavese in Che fine ha fatto Baby Jane?
- Miranda Bonansea in Demoni e dei
- Rosalba Bongiovanni in A Natale tutto è possibile
- Marzia Ubaldi in Spider
- Stefanella Marrama in Peter Pan

Da doppiatrice è sostituita da:
- Miranda Bonansea in La famiglia della giungla